# Nicolás Levalle
Nicolás Levalle o Nicola Levaggi, (Cicagna, Chiavari, Itàlia, 6 de desembre de 1840 - a Buenos Aires, 28 de gener de 1902) va ser un militar ítalo-argentí que va assolir el grau de General.
Va participar en la Guerra de la Triple Aliança on va ser ferit dues vegades i a la Conquesta del Desert de la qual va ser un dels principals caps. Va ser un dels fundadors del Club Militar, actual Cercle Militar, Cap de l'Estat Major General de l'Exèrcit, i tres vegades Ministre de Guerra i Marina sota les presidències de Miguel Juárez Celman, Carlos Pellegrini i José Evaristo Uriburu. Va comandar les tropes lleials que van vèncer en la Revolució del Parc de 1890 i va mantenir una estreta i lleial relació amb Julio Argentino Roca.

## Infància i joventut
Nicola Levaggi va néixer el 6 de desembre de 1840 a Cicagna, província de Gènova, Regne d'Itàlia; era fill de pares italians, Lorenzo Levaggi i Benedicta Daneri. Va arribar a l'Argentina al costat dels seus pares, el 1842, instal·lant-se a Buenos Aires; en arribar al país, els oficials de la duana van castellanitzar el seu nom, transformant-ho en Nicolás Levalle. El 10 d'octubre de 1857, va ingressar com a assistent a l'Acadèmia Militar; dos anys més tard, el 1859, es trobava a la 2a Companyia del 1r Esquadró del Regiment d'Artilleria Lleugera, actuant també com a assistent.

## Trajectòria militar
A les campanyes que van culminar a les batalles de Cepeda i Pavón, va luitlar a les ordres del general Bartolomé Mitre. A la Guerra de la Triple Aliança contra el Paraguai va lluitar a les batalles de Uruguaiana, Pehuajó, Yatay, Estero Bellaco, Boquerón (en què va ser seriosament ferit), Curupaytí i Lomas Valentinas. En totes aquestes batalles va tenir una actuació brillant, i va ser ascendit a tinent coronel. A la campanya de Piquisirí, va lluitar a Humaitá, Itá Ibaté, Angostura i Piribebuy; va ser ferit novament de gravetat.
Va participar en la primera campanya de repressió de les montoneras d'Entre Ríos de Ricardo López Jordán. El 1873 va dirigir la segona campanya, aconseguint dos valuosos triomfs a Alcaraz i Don Gonzalo. En aquesta última batalla, en que el cabdill va ser vençut definitivament, Levalle va quedar ferit de gravetat. El 1874 va participar en la repressió de la revolució unitària de Mitre.
Es va fer càrrec de posicions a la frontera amb els indígenes, i va lluitar contra els cacics Calfucurà i el seu fill Manuel Namuncurà. Va ser comandant de la frontera de la província de Buenos Aires, i va dirigir la campanya del ministre Adolfo Alsina al sud-oest de la província. Va fundar les ciutats de Carhué i Guaminí.
Fou el propietari de la casa on es va instal·lar el primer telègraf de la ciutat d'Olavarria, el 1876. 

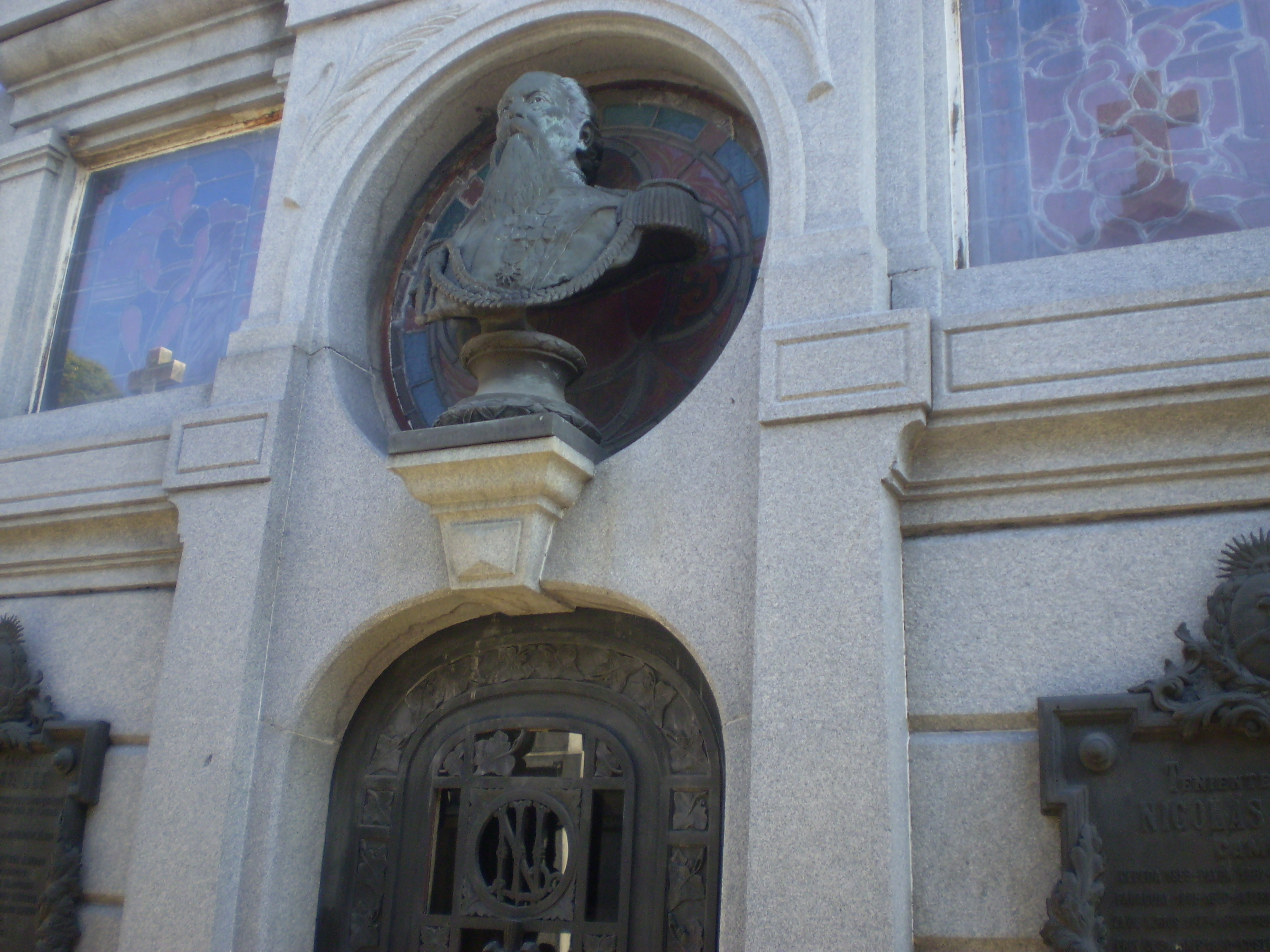
Detall de la tomba de Nicolás Levalle, cementiri de la Recoleta, Buenos Aires.

Per ordre del ministre Julio Argentino Roca va fer també la Conquesta del Desert el 1879, com a cap d'una de les columnes principals d'avanç contra els indígenes. El 1879, durant la Conquesta del Desert va ordenar profanar la tomba del cacic Cafulcurà. Després de la profanació, les restes del cacic van ser transportades al Museu de Ciències Naturals de la Plata a finals del segle xix, com a trofeu per ser exhibit.
El 1880 va lluitar contra la revolució portenya de Carlos Tejedor i va ser ascendit a general per la seva actuació a la batalla dels Corrales Viejos.
Sota el mandat del president Miguel Juárez Celman va ser ascendit a tinent general i va ser Ministre de Guerra i Marina. Va fundar el Cercle Militar i va comandar les tropes lleials que van vèncer als rebels a la Revolució del Parc de 1890, encara que aquesta va posar fi al govern de Juárez Celman. Va ser també Cap de l'Estat Major General de l'Exèrcit. Va mantenir una estreta i lleial relació amb el general Julio A. Roca.
Va passar els últims anys de vida patint una greu malaltia. Per intentar guarir-se va viatjar a París, però en assabentar-se que no tenia solució, va decidir tornar per morir al seu país adoptiu. No ho va aconseguir: va morir el 28 de gener de 1902, a bord del vaixell que el portava de retorn, ja prop de Buenos Aires.
Les seves restes descansen al cementiri de la Recoleta.